# Vladimer Aptsiauri
Vladimer Aptsiauri –en ruso, Владимир Апциаури; en geogiano, ვლადიმერ აფციაური– (Manglisi, 4 de febrero de 1962–Tiflis, 14 de mayo de 2012) fue un deportista soviético que compitió en esgrima, especialista en la modalidad de florete.
Participó en los Juegos Olímpicos de Seúl 1988, obteniendo una medalla de oro en la prueba por equipos (junto con Alexandr Romankov, Ilgar Mamedov, Anvar Ibraguimov y Boris Koretski).
Ganó tres medallas en el Campeonato Mundial de Esgrima entre los años 1982 y 1990.

## Palmarés internacional
| Juegos Olímpicos   | Juegos Olímpicos     | Juegos Olímpicos  | Juegos Olímpicos    |
| Año                | Lugar                | Medalla           | Prueba              |
| ------------------ | -------------------- | ----------------- | ------------------- |
| 1988               | Seúl (Corea del Sur) | Medalla de oro    | Florete por equipos |
| Campeonato Mundial |                      |                   |                     |
| Año                | Lugar                | Medalla           | Prueba              |
| 1982               | Roma (Italia)        | Medalla de oro    | Florete por equipos |
| 1985               | Barcelona (España)   | Medalla de bronce | Florete por equipos |
| 1990               | Lyon (Francia)       | Medalla de bronce | Florete por equipos |